# Minimalisme
Minimalisme bruges om en strømning opstået omkring 1960 i forskellige kunstformer, men først og fremmest billedkunst, skulptur, litteratur og installationskunst. Værket fokuseres omkring abstrakte variationer over de allermest fundamentale dele som f.eks. basale geometriske figurer, der også ofte gentages i serier; kunstneren forsøger at holde sig selv ude af værket. Termen bruges også i mere bred forstand om det at begrænse sig til få virkemidler i forbindelse med litteratur, film og musik.
Minimalismen og maksimalismen anføres ofte som stilistiske modsætninger.
Minimalismen karakteriseres i høj grad ved, hvad den ikke gør. I minimalistisk kunst finder man almindeligvis ikke genreblanding. Kunstneren holder sig til en bestemt genre inden for det enkelte værk. I billedkunst holder det minimalistiske værk sig til en enkelt farveskala, en enkelt teknik og et enkelt tema.
Inden for litteratur afholder minimalisten sig almindeligvis fra lange digressioner, fra indsættelse af fremmedelementer som digte, readymades, lister, breve, manifester o.l. Man finder typisk heller ikke upålidelige fortællere eller skift i fortællevinkel. Værkerne diskuterer typisk ikke sig selv, men fremstår som færdige. Man finder heller ikke forløb, hvor hovedpersonen hvirvles ind i en omtåget, uoverskuelig tilstand, som læseren lokkes med ind i. Der skrives ofte i korte sætninger (hovedsætninger), og værkerne er sjældent lange. Anvendes der humor, er den i almindelighed snarere underfundig end braldrende og vulgær.

## Parallelle former
En parallel, men dog ganske anderledes, form for minimalisme findes inden for konstruktiv minimalisme. En vigtig forskel består i at der inden for æstetikken i særlig høj grad tænkes på udtryk og virkemidler, mens der inden for konstruktion lægges stor vægt på relativ styrke.
Inden for mange håndværksfag er der erfaring for at den simple konstruktion ofte er både den stærkeste og billigste.
Undertiden forbindes de to typer af minimalisme, ikke mindst inden for arkitektur og kunsthåndværk.
Inden for faglig stilistik bruges undertiden et engelsk udtryk keep it simple. Der lægges her vægt på at en sagsfremstilling, evt. også den forudgående undersøgelse, holdes til det centrale, således at alle parter, både forfatter, læser og tilhører, får fat i de vigtigste sammenhænge og pointer og ikke mister overblikket.
I litteraturen er specielt forfatterne Simon Fruelund, Helle Helle, Solvej Balle, Peder Frederik Jensen, Jesper Wung-Sung og Naja Marie Aidt kendte for at anvende denne skrivemetode. Det handler om at efterlade huller i teksten, så læseren selv kan bruge sin fantasi og derved lave sin egen fortolkning af historien/novellen. Dette bliver også kaldt isbjergmetoden,og går ud på, at det kun er det væsentlige der stikker op over vandet (det der står direkte i teksten). Alt det der er under vandet er det der skal læses mellem linjerne [kilde mangler].

## Minimalistisk livsstil
En minimalistisk livsstil handler om at leve med det mest nødvendige – både i mængde og funktion. Målet er at begrænse sit forbrug til det, man virkelig har brug for, og undgå overflødige ting, som ikke tilføjer værdi til ens liv. Denne tilgang har ført til begreber som Minimalistisk indretning, Minimalistisk hudpleje, Minimalistisk stil og Minimalistiske accessories. Fælles for dem alle er fokus på det essentielle inden for hvert område.
Ved at skære ned på unødvendige ting kan man nemmere rette sin opmærksomhed mod det, der betyder noget. Det kan også reducere spild og frigøre tid, som ellers ville være gået med at anskaffe og vedligeholde ting, man reelt ikke behøver.
Et liv med færre ejendele kan også gøre det lettere at finde glæde i de simple ting og undgå jagten på luksus, som måske både er dyr og krævende at opnå. Derudover skaber det ofte et ryddeligere hjem og mindre mental uro.